# John O’Connell (minister)
John Francis O’Connell, irl. Seán Ó Conaill (ur. 20 stycznia 1927 w Dublinie, zm. 8 marca 2013 tamże) – irlandzki polityk i lekarz, parlamentarzysta krajowy i europejski. Ceann Comhairle w latach 1981–1982, od 1992 do 1993 minister zdrowia.

## Życiorys
Kształcił się w szkole katolickiej w stołecznej dzielnicy Glasnevin. Ukończył studia medyczne w Royal College of Surgeons in Ireland. Praktykował w zawodzie lekarza, był założycielem periodyków medycznych „Irish Medical Times” oraz „MIMS Ireland”. Zaangażował się w działalność polityczną w ramach Partii Pracy. W 1965 po raz pierwszy został wybrany do Dáil Éireann w okręgu Dublin South West. Z powodzeniem ubiegał się o reelekcję w wyborach w 1969, 1973 i 1977. W latach 1979–1981 sprawował także mandat posła do Parlamentu Europejskiego I kadencji.
W 1981 opuścił laburzystów i jako kandydat niezależny w tymże roku ponownie został wybrany do niższej izby irlandzkiego parlamentu (z okręgu  Dublin South West). W czerwcu 1981 mianowany przewodniczącym Dáil Éireann, na czele której stał do grudnia 1982. W międzyczasie (w wyborach z lutego 1982 i z listopada 1982) odnawiał mandat deputowanego. Przystąpił później do Fianna Fáil. W 1987 nie został wybrany na kolejną kadencję parlamentu, w tym samym roku mianowany przez premiera członkiem Seanad Éireann. W 1989 powrócił do Dáil Éireann, uzyskując reelekcję również w 1992. Od stycznia 1992 do stycznia 1993 sprawował urząd ministra zdrowia w rządzie Alberta Reynoldsa. W następnym miesiącu z powodów zdrowotnych zrezygnował z zasiadania w parlamencie.